# بازيميني
بازيميني هي بلدة صغيرة تقع في جزيرة أنجوان في جزر القمر. بلغ عدد سكانها 5,087 نسمة حسب إحصاء عام 1991. و8,952 في تقدير عام 2009.